# Nederland verdient beter
Nederland verdient beter was een initiatief van de vakbonden FNV, CNV en MHP dat zich tegen het Kabinet-Balkenende II gekeerd heeft. 
Samen met het platform Keer het tij organiseerden zij een demonstratie tegen het kabinetsbeleid op 2 oktober 2004 in Amsterdam. Dit was in het bijzonder gericht tegen de plannen van het kabinet de regelingen van de VUT en het prepensioen zo veel mogelijk te beperken om de toekomstige kosten van de vergrijzing te verminderen. Om een zo groot mogelijke toeloop te verzekeren, kregen de leden van de vakbonden gratis treinkaartjes toegestuurd, tezamen met ander actiemateriaal. Op de morgen van de demonstratie ontstond er hierdoor zo'n drukte op de stations dat het de Nederlandse Spoorwegen ondanks de inzet van extra materieel onmogelijk bleek alle reizigers te vervoeren. Omdat men dit al voorzien had, waren er kleinere demonstraties georganiseerd in de buurt van de stations.
Hoewel onduidelijk is in hoeverre de demonstratie daaraan heeft bijgedragen, werd in de nacht van 5 op 6 november 2004 een akkoord bereikt tussen vakbeweging en kabinet waarin de meest omstreden ingrepen bij het prepensioen en de sociale zekerheid werden geschrapt.